# Steinkreuz (Weidenbach)

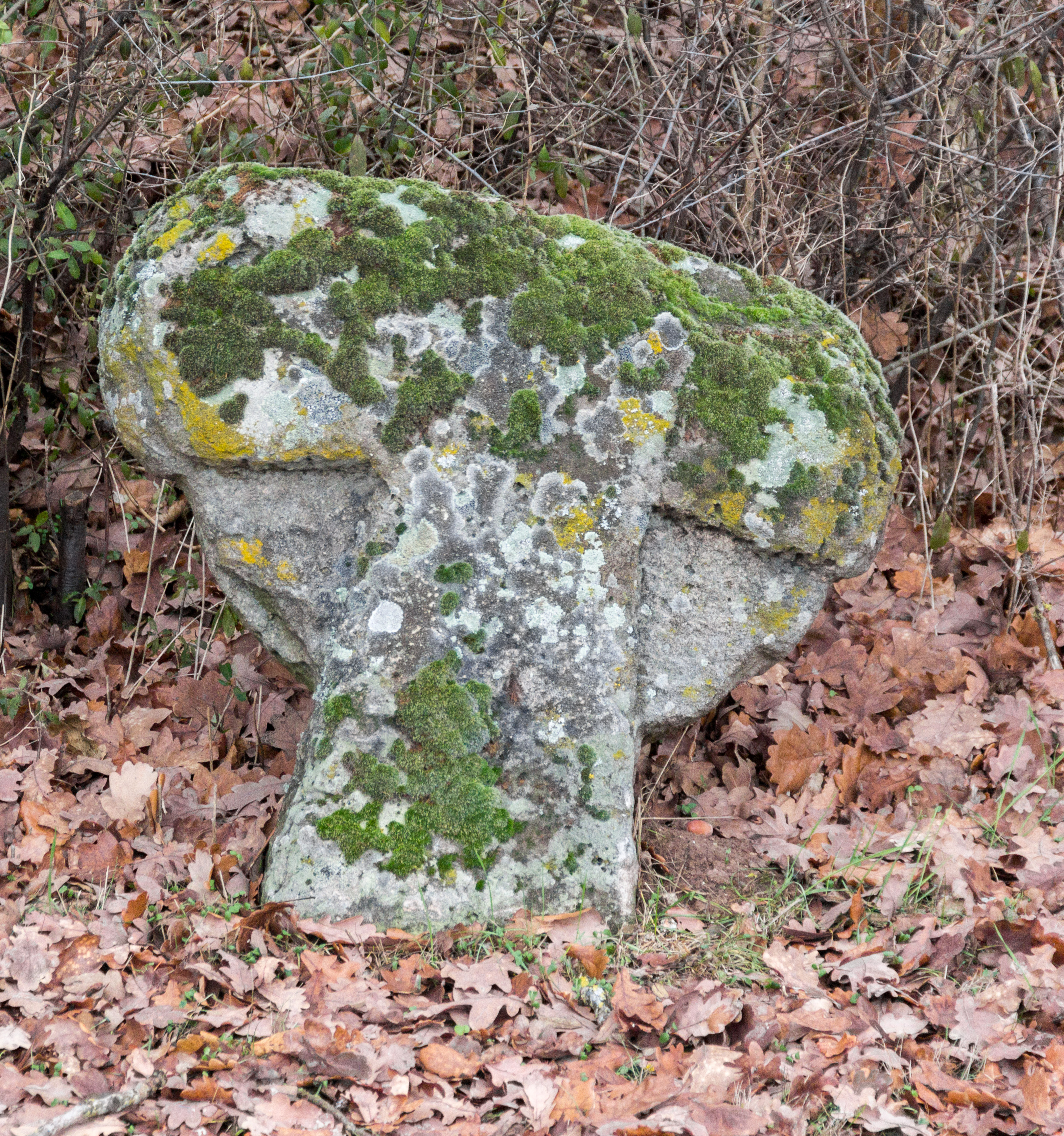
Steinkreuz in Weidenbach

Das Steinkreuz in Weidenbach ist ein historisches Steinkreuz in der mittelfränkischen Marktgemeinde Weidenbach im Landkreis Ansbach (Bayern).

## Lage
Das Steinkreuz befindet sich am nordwestlichen Ortsausgang von Weidenbach in der Bechhofener Straße, Richtung Kolmschneidbach.

## Beschreibung

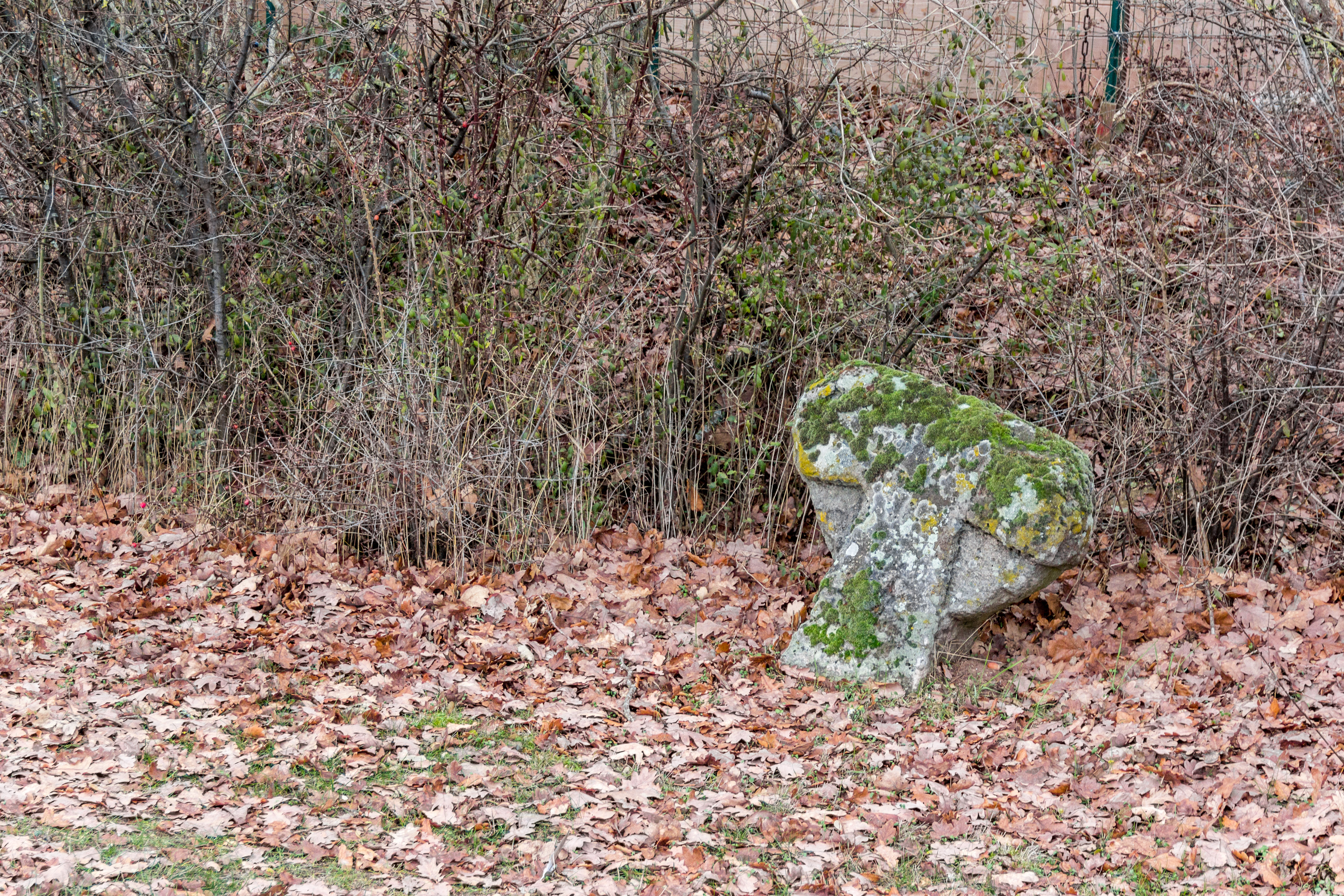
Sicht auf den Standort

Mutmaßlich handelt es sich um ein Sühnekreuz. Das unscheinbare Sandsteinkreuz hat die Form eines Antoniuskreuzes, ist etwa 70 cm × 65 cm × 25 cm groß und schräg nach hinten geneigt. Es steht an einer Hecke am Rand einer kleinen Grünfläche. Das Kreuz ist gut erhalten und bemoost (Stand Dezember 2018). Durch die großen Segmentstützen unterhalb der Arme wirkt es fast wie ein Scheibenkreuzstein. Der Kopf ist mäßig verwittert. Das wahrscheinlich nachmittelalterliche Steinkreuz ist vom Bayerischen Landesamt für Denkmalpflege als Baudenkmal (D-5-71-216-41) ausgewiesen.